# Équipe cycliste Donckers Koffie-Jelly Belly

Logo de l'équipe en 2010

L'équipe cycliste Donckers Koffie-Jelly Belly est une équipe cycliste belge créée en 2010 sous le nom de Qin Cycling Team et ayant le statut d'équipe continentale. Elle est dirigée par Rudi Donckers et Eric Vanderaerden. Elle est composée de vingt coureurs, majoritairement de nationalité belge, évoluant sur route, sur piste et en cyclo-cross. Le cyclo-crossman Ben Berden est le seul coureur de l'équipe ayant un contrat professionnel. La direction de l'équipe a l'ambition de la faire accéder au statut d'équipe continentale professionnelle dans un délai de cinq ans.
L'équipe a signé un partenariat avec la Royale ligue vélocipédique belge afin de préparer des coureurs sur piste en vue des Jeux olympiques de 2012.
À partir de la saison 2012, elle fusionne avec l'équipe continentale professionnelle Verandas Willems-Accent.

## Classements sur les circuits continentaux
L'équipe participe à des épreuves de l'UCI Europe Tour. Le tableau ci-dessous présente les classements de l'équipe sur les différents circuits continentaux, ainsi que son meilleur coureur au classement individuel.
UCI Asia Tour
| Saison | Classement par équipes | Meilleur coureur au classement individuel |
| ------ | ---------------------- | ----------------------------------------- |
| 2010   | 58e                    | James Spragg (252e)                       |

UCI Europe Tour
| Saison | Classement par équipes | Meilleur coureur au classement individuel |
| ------ | ---------------------- | ----------------------------------------- |
| 2010   | 69e                    | Stijn Steels (357e)                       |
| 2011   | 47e                    | Steve Schets (120e)                       |

UCI Oceania Tour
| Saison | Classement par équipes | Meilleur coureur au classement individuel |
| ------ | ---------------------- | ----------------------------------------- |
| 2010   | 17e                    | Jeremy Yates (31e)                        |

## Donckers Koffie-Jelly Belly en 2011[4]

### Effectif

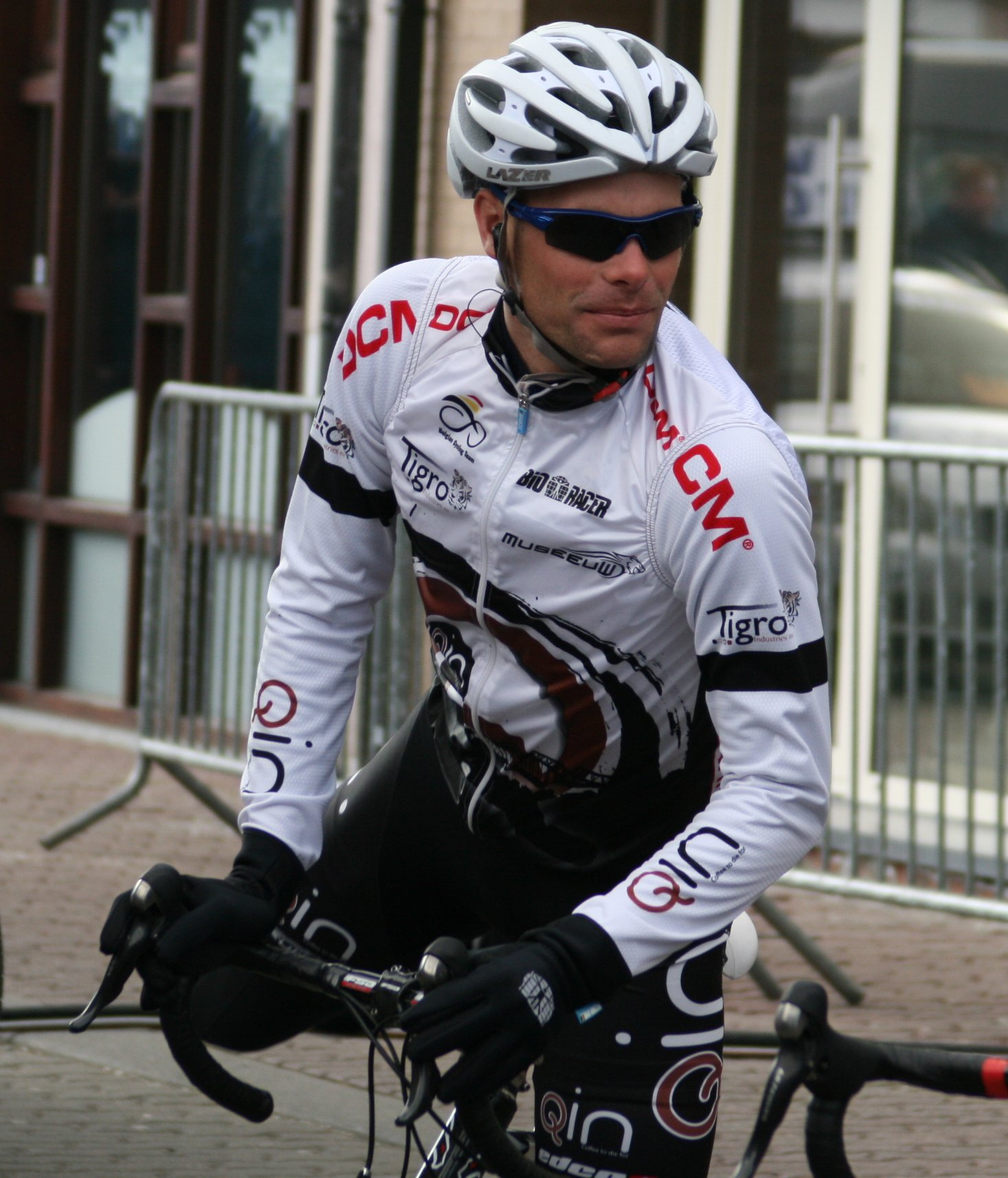
Jan Kuyckx lors des Trois Jours de Flandre-Occidentale 2010

- * Depuis le 27 avril

### Victoires
| Date       | Course           | Pays     | Classe | Vainqueur    |
| ---------- | ---------------- | -------- | ------ | ------------ |
| 18/03/2011 | Handzame Classic | Belgique | 1.1    | Steve Schets |